# دشت لیلاخ
دشت لیلاخ (به کردی : لیلاخ یا بان لیلاخ ) بزرگترین دشت‌ حاصلخیز استان کردستان در شهرستان دهگلان واقع در شرق استان کردستان میباشد. و یکی از قطب‌های اصلی تولید کنندهٔ سیب زمینی و گندم در استان کردستان و ایران به شمار می‌رود.

## ریشه واژه لیلاخ
دشت «لیلاخ» lilax(به کردی: بان لیلاخ) که از (لی) پیشوند مکان و جا در کردی و لاخ از ریشه واژه پهلوی raγ (راغ) به معنی دشت است که (rax) پس از تحول آوایی r به l لاخ (lax)تبدیل به لیلاخ شده‌است.
دشت لیلاخ بزرگترین دشت استان کردستان می‌باشد که به جهت بزرگی، پتانسیل بالای آب و خاک ناشی از شرایط زمین‌شناسی و آب و هوای مناسب از اهمیت خاصی برخوردار هست. این منطقه با اقلیم نیمه خشک دمایی میانه مابین ۱۰–۱۳ درجه سانتی گراد دارد و متوسط تبخیر آبهای سطحی آن ۲۰۳۳ میلی‌متر و متوسط بارندگی سالیانه آن در حدود ۳۶۵میلی‌متر و تعداد روزهای بارانی آن ۷۸روز می‌باشد. وسعت حوضهٔ تقریبی ۳۰۰۰ کیلومتر مربع دشت دهگلان در حدود ۶۲۴ کیلومتر می‌باشد جنس سازنده‌های تشکیل دهنده و میزان منابع تغذیه کننده آب زیر زمینی موجب سفره آزاد با حجم ذخیره حدود ۸۰۰میلیون متر مکعب شده‌است. علاوه بر ویژ گیهای کمی آب زیر زمینی این منطقه از نظر کیفی نیز مناسب بوده و جهت شرب و کشاورزی مفید می‌باشد. هدایت الکتریکی از ۳۱۴تا ۹۱۹ میکرو زیمنس بر سانتی‌متر و میزان کلر ۲/. تا ۸/. میلی‌گرم در لیتر تغییر می‌کند به‌طور کلی این پارامتره‌ها از تغذیه به سمت نقاط تخلیه افزایش می یابدو این خود بیانگر یک منبع تغذیه کننده است. با توجه به برآورد سطح آب در دوره ۲۱ سال از سال ۶۶–۸۷ که نماینگر افت سفره در حدود ۱۵/۱۸ متری آب در محدوده دشت دهگلان گردیده‌است که هر سال ۵۶/۶ میلیون متر مکعب از حجم مخزن کاهش می‌یابد

## مشخصات جغرافیایی
دشت لَیلاخ دهگلان در شرق استان کردستان و در مسیر جاده ارتباطی سنندج به همدان قرار دارد. این دشت که بین طولهای جغرافیای ۰۰؛۱۰؛۴۷ تا ۰۰؛۴۵؛۴۷ شرقی ۳۵ طول جغرافیای اشغال نموده‌است و عرضهای جغرافیای ۰۰؛۵؛۳۵تا ۰۰؛۳۵؛۳۵ شمالی به‌صورت چهار گوش یا مربع می‌باشد.
این دشت در مرزهای شرقی به خط الراس شانوره‌ و پنجه‌لی در غرب شهر قروه _ از جنوب به ارتفاعات کوه سلطان سراج و سورمه‌لی ، دربندکبود، زاجیان عبدالرحمان و منطقه کلیایی _ از شمال به ارتفاعات کوه شیدا و یخی کمال و خط الراس ارتفاعات مشرف به روستاهای سراب سرخه – حقه – دولت‌آباد- تیلکو و از نهایتاً از غرب به ارتفاعات خاتوشیشه‌رێ  ؛ خسروکش، – یوسف سیاه – سلطان و گردنه‌ی لیلاخ و شهر سنندج محدود می‌باشد پست‌ترین نقطه ارتفاعی در محدوده مورد مطالعه در مرز شمالی با کمتر از۱۷۰۰ متر ارتفاع از سطح دریا و بلندترین نقطه ارتفاعی آن با بیش از ۲۹۰۰ متر(قله پنجه‌لی) از سطح دریا واقع است و بلندترین مقر روستایی در منطقه، راموڵ با ارتفاع ۲۱۰۰ متر می‌باشد میانگین ارتفاع دشت دهگلان از سطح دریا ک۱۸۵۰ متر و میانگین رطوبت نسبی سالیانه آن در حدود ۸درصد می‌باشد دشت لیلاخ در مسیر آزادراه سنندج – همدان قرار گرفته و شهر دهگلان در میانه این دشت قرار دارد و راه‌های دیگری نیز که از نقاط مختلف استان به این جاده ختم می‌گردند می‌تواند به عنوان راه دسترسی به منطقه تلقی گردد بطور مثال جاده فرعی منشعب از جاده کامیاران – سنندج (جاده موچش – دهگلان) که از نواحی جنوبی دشت به سمت شمال امتداد دارد و همچنین جاده فرعی منشعب از آزادراه همدان سنندج که از کنار روستای کروندان به دیواندره منتهی میشود و جاده فرعی شمال که از طریق بلدستی و سراب‌شهرک به بیجار منتهی میشود.